# Human Hearts (film 1914)
Human Hearts è un cortometraggio muto del 1914 diretto da King Baggot. Nel 1914 e nel 1915, King Baggot e Arline Pretty, i due protagonisti, recitarono insieme numerose volte.

## Produzione
Il film fu prodotto dall'Independent Moving Pictures Co. of America (IMP).

## Distribuzione
Distribuito dall'Universal Film Manufacturing Company, il film - un cortometraggio in tre bobine - uscì nelle sale cinematografiche USA il 26 novembre 1914.